# Helmut Ryll
Helmut Ryll (* 24. September 1908; † 17. Februar 1949 in Berlin) gehört zu den Todesopfern des DDR-Grenzregimes vor dem Bau der Berliner Mauer. Er wurde während der Berlin-Blockade von Ost-Berliner Volkspolizisten in seinem Wagen auf der Oberbaumbrücke erschossen.

## Todesumstände

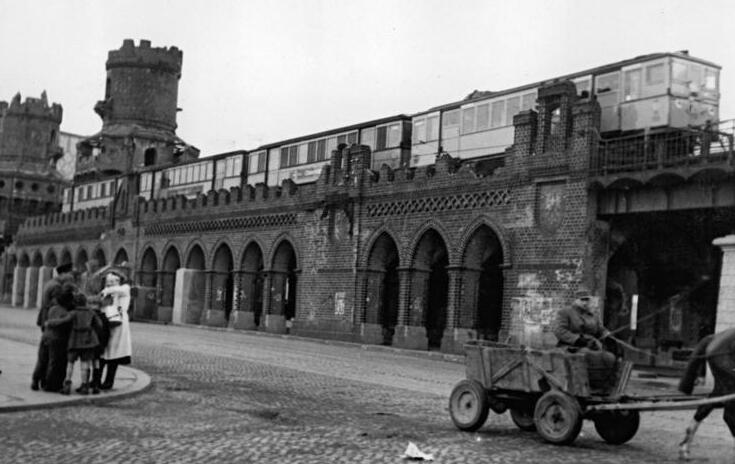
Die Oberbaumbrücke im Jahr 1950, vorn das Groebenufer. Dieses und der die U-Bahn-Gleise tragende Pfeiler rechts lagen bereits im Amerikanischen Sektor.

Helmut Ryll wohnte zum Zeitpunkt seines Todes am Wannsee in West-Berlin. Am Abend des 17. Februar 1949 fuhr er, aus dem Ost-Berliner Stadtbezirk Friedrichshain kommend, mit seinem Wagen zur Sektorengrenze an der Oberbaumbrücke. Neben ihm saß ein unbekannter Begleiter. Der Wagen wurde bei einer Grenzkontrolle angehalten, Ryll soll angetrunken gewesen sein. Zwei Ost-Berliner Volkspolizisten stiegen in das Auto und forderten ihn auf, zu einem Polizeirevier am Schlesischen Bahnhof zu fahren. Ryll kam dieser Aufforderung nicht nach und fuhr, mit den Polizisten im Auto, in Richtung des Amerikanischen Sektors weiter. Dabei schoss einer der Volkspolizisten zweimal auf Ryll, der tödlich getroffen wurde. Der führerlose Wagen prallte hinter der Grenze in Kreuzberg an der Falckensteinstraße gegen eine Gaslaterne. Nur einem der beiden Volkspolizisten gelang die Flucht zurück in den Sowjetischen Sektor, den anderen konnten West-Berliner Polizisten festnehmen. Sie ließen ihn bald wieder frei, weil ihm nicht nachzuweisen war, dass er die tödlichen Schüsse auf Ryll abgegeben hatte.
Ryll wurde ebenso wie Kurt Wolf ein Opfer der von Ost-Berlin intensivierten Kontrollen während der Berlin-Blockade. Die Ost-Berliner Presse stellte den tödlichen Vorfall als Notwehrakt der Ost-Berliner Polizisten dar.